# Dr. Demento
Dr. Demento, pseudonimo di Barry Eugen Hansen (Minneapolis, 2 aprile 1941), è un disc jockey e musicologo statunitense.
È famoso per aver condotto una trasmissione radiofonica a suo nome dal 1974 al 2010 e per le sue compilation di canzoni di musica demenziale di altri artisti. The Dr. Demento Show è fruibile anche nel suo sito ufficiale. Molti archivi dal 1992 a oggi sono audibili e lo sono anche alcuni archivi degli anni '70, ma non quelli dal 1978 al 1992 perché la Westwood One possiede ancora lo show.

## Biografia

### Origini e formazione
Hansen nasce a Minneapolis, in Minnesota, figlio di un pianista dilettante. Disse di aver inciso la sua prima raccolta all'età di dodici anni. Frequentò il Reed College a Portland, in Oregon, dove venne assunto come programmatore della KRRC nel 1960 e venne promosso a manager nel 1961. Si laureò nel 1963 e frequentò la UCLA, dove ottenne una laurea in folklore e in etnomusicologia.
Dopo la laurea, andò a vivere in una "grande casa su una collina" a Topanga Canyon con i membri della band Spirit. È stato anche brevemente con gli Spirit e con i Canned Heat e fu anche talent scout per la Speciality Records. Dopo lavorò anche per la Warner Bros. Records. Hansen sposò Sue Hansen, una ex agente di traino della ferrovia Union Pacific, nel 1983.

### La trasmissione radiofonica
Hansen creò il personaggio di Dr. Demento nel 1970 mentre lavorava alla stazione radio KPPC-FM a Pasadenia . Gli ascolti furono positivi alle canzoni anticonformiste di musica demenziale. Alla fine del 1971 si trasferì alla KMET di Los Angeles. Dal 1972 al 1983 creò uno show radiofonico di quattro ore. Il suo show settimanale consisteva in due ore di musica demenziale, e durante gli anni 1978-1992 venne sindacato dalla Westwood One Radio Network. Il periodo alla Westwood One fece del suo show uno show famoso a livello nazionale. Dal 1992 al 2000, il suo show venne sindacato dalla One Radio Broadcasting. Nella metà degli anni settanta e nella metà degli anni novanta, Hansen continuò a fare trasmissioni radiofoniche dal vivo alla KMET e altre stazione radio della California. Hansen fece anche delle apparizioni televisive e apparve anche nel video della canzone Fish Heads dei Barnes & Barnes.
Lo show consisteva in un'ora di richieste d'ascolto e di canzoni scelte a caso. La seconda ora consisteva maggiormente in dei specifici argomenti con un "Funny Five" covvero una classifica dei brani più richiesti, per la maggior parte della storia dello show, Hansen fece cinquantadue show settimanali ogni anno. La sigla dello show era una versione strumentale di Pico and Sepulveda.

### Gli artisti sponsorizzati
Nel 1976, Alfred Matthew Yankovic mandò alla trasmissione condotta da Hansen un nastro con alcune composizioni demenziali (tra le quali School Cafeteria e Belvedere Cruising): il conduttore radiofonico restò positivamente impressionato, mandando in onda tali brani e contribuendo alla popolarità di Yancovic.
Altri artisti fecero delle canzoni trasmesse nelle radio del Dr. Demento, come Larry Groce (Junk Food Junkie del 1975) e Elmo and Patsy (Grandma Got Run Over by a Reindeer, 1979). Lo show aiutò anche molti brani di musica demenziale degli anni cinquanta e degli anni sessanta ad avere più successo, come Alley Oop degli Hollywood Argyles, The Battle of Kookamonga di Homer and Jethro, Monster Mash di Bobby Pickett, Hello Muddah, Hello Fadduh (A Letter from Camp) di Allan Sherman, I Want My Baby Back di Jimmy Cross e They're Coming to Take Me Away, Ha Haaa! di Napoleon XIV. Hansen si interessò anche di canzoni demenziali degli anni quaranta, come Shaving Cream di Benny Bell. Introdusse anche alle nuove generazioni le bande musicali di Spike Jones, l'umorismo nero di Tom Lehrer e molte canzoni demenziali del caricaturista Stan Freberg degli anni cinquanta.

### La crisi degli ascolti e la fine
Dalla metà del 1990, lo show cominciò a perdere ascolti, vittima dei consolidamenti dei media e di altri cambiamenti nell'industria radiofonica. In accordo con Hanses, lo show ebbe costantemente delle perdite di ascolti, e quindi, ristrutturarono la distribuzione dello show. Nel 2007 nonostante segni tangibili di crisi lo show continuò a essere ancora trasmesso dopo questo annuncio, e dal 2008 il Funny Five venne sostituito da una top ten mensile. Il 6 giugno 2010 le trasmissioni però cessarono ma contenuti online vennere trasmessi in streaming dall'emittente radiofonica KACV-FM in Amarillo in Texas; infine il programma venne rimosso dal palinsesto della radio texana nel gennaio 2011.

## Canzoni preferite
Alla fine di ciascun anno del suo show, il Dr. Demento elenca la Top 25 di canzoni demenziali, chiamata la "Funny 25". La hit parade è basata sulle richieste, quindi è normale per le canzoni demenziali comparire in classifica per molti anni di fila. Nonostante questo, solo quattro artisti sono apparsi in cima alla classifica per due anni consecutivi con canzoni differenti (tranne per gli Ogden Edsl) e sono:
- "Weird Al" Yankovic
  - 1980 - Another One Rides the Bus
  - 1981 - Yoda
- Ogden Edsl
  - 1982 - Dead Puppies
  - 1983 - Dead Puppies
- The great Luke Ski
  - 2002 - Peter Parker (feat. Sudden Death)
  - 2003 - Stealing Like A Hobbit
- Worm Quartet
  - 2004 - Great Idea For A Song
  - 2005 - Inner Voice (feat. Sudden Death)

## Discografia

### Compilation
- 1975: Dr. Demento's Delights
- 1980: Dr. Demento's Dementia Royale
- 1982: Dr. Demento's Mementos
- 1985: Dr. Demento Presents the Greatest Novelty Records of All Time Volume I: The 1940s (and Before)
- 1985: Dr. Demento Presents the Greatest Novelty Records of All Time Volume II: The 1950s
- 1985: Dr. Demento Presents the Greatest Novelty Records of All Time Volume III: The 1960s
- 1985: Dr. Demento Presents the Greatest Novelty Records of All Time Volume IV: The 1970s
- 1985: Dr. Demento Presents the Greatest Novelty Records of All Time Volume V: The 1980s
- 1985: Dr. Demento Presents the Greatest Novelty Records of All Time Volume VI: Christmas
- 1988: Dr. Demento Presents the Greatest Novelty CD of All Time
- 1989: Dr. Demento Presents the Greatest Christmas Novelty CD of All Time
- 1991: Dr. Demento 20th Anniversary Collection
- 1995: Dr. Demento: Holidays In Dementia
- 1996: Dr. Demento 25th Anniversary Collection
- 2001: Dr. Demento 2000! 30th Anniversary Collection